# 苏瑾
苏瑾（1974年1月25日—），中国大陆演员，浙江嘉興人。2003年因为儿子的缘故，改名苏锦。

## 个人生活
最喜欢电影：《蓝》，喜欢的女演员：朱莉叶·比诺什，喜欢的男演员：杰里米·艾恩斯。
2000年，苏瑾在新西兰结婚，2001年下儿子豆丁。2006年被指新西兰涉嫌诈骗，实际上是以讹传讹的报道。一家廣州報紙曾說她涉及詐騙案，而引起她的控告。

## 作品

### 话剧
- 2003年《疑云阵阵》[4]
- 2008年《他和她的那点小事》

### 剧集
- 1998年《永不瞑目》飾 欧庆春
- 2014年《产科男医生》飾 蔡淑敏
- 2015年《走进看守所》

### 电影
- 2001年《蓝宇》饰 林静平